# Blake Woodruff
Pour les articles homonymes, voir Woodruff.
Blake Woodruff est un acteur américain né le 19 juin 1995 à Flagstaff, Arizona (États-Unis).

## Filmographie
- 2003 : Blind Horizon : Crying Boy
- 2003 : Treize à la douzaine (Cheaper by the Dozen) : Mike Baker
- 2004 : Mr. Ed (TV) : Danny Pope
- 2005 : Un souvenir éternel (Back to You and Me) (TV) : Jake Martin
- 2005 : Treize à la douzaine 2 (Cheaper by the Dozen 2) : Mike Baker
- 2007 : Whisper : David